# Fasciens misericordiam
Fasciens misericordiam je papeška bula, ki jo je napisal papež Klemen V. leta 1308.
S to bulo je papež določil, kako bo potekalo preganjanje vitezov templarjev: prva komisija je obravnavala posameznike, medtem ko je druga komisija obravnavala red kot celoto (dunajski koncil).